# Tomoya Ugajin
Tomoya Ugajin (宇賀神 友弥 Ugajin Tomoya; Toda, 23 de março de 1988) é um futebolista japonês que atua como defensor no Urawa Red Diamonds.

## Carreira
Tomoya Ugajin começou a carreira no Urawa Red Diamonds.

## Títulos
Urawa Red Diamonds
- Copa da Liga Japonesa: 2016
- Copa Suruga Bank: 2017
- Liga dos Campeões da AFC: 2017